# Trinomys gratiosus
Trinomys gratiosus é uma espécie de roedor da família Echimyidae.
É endêmica do Brasil, onde pode ser encontrada nos estado do Rio de Janeiro, Espírito Santo e Minas Gerais.